# Samara Arena
El Samara Arena, también llamado Cosmos Arena (en ruso: «Космос Арена»), es un estadio de fútbol ubicado en la ciudad de Samara en Rusia. El estadio fue una de las sedes de la Copa Mundial de la FIFA 2018 y es utilizado por el Krylia Sovetov Samara para disputar sus partidos como local, en sustitución del Metallurg Stadium. Tiene una capacidad para 44 918 espectadores. Autoridades de la ciudad de Samara anunciaron su oferta de diseño a finales de 2012 con un costo estimado en 360 millones de dólares.

## Descripción del estadio
Características generales:
- Terreno del estadio: 27 hectáreas
- Capacidad total del estadio: 44 918 espectadores
- Capacidad de locales VIP: 1125 espectadores
- Capacidad de la zona Premium: 75 espectadores
- Superficie total del estadio: 160 498,10 m²
- Volumen total de las construcciones del estadio: 503 480,00 m³
- Altura del estadio: 60 metros
- Arena del estadio: 2 galerías abiertas, 2 filas de palcos cerrados (skybox)
- Costos de construcción: 18,9 (20,7) mil millones de rublos
- Edificador: Empresa «Sport-Engineering»
- Diseñador general: Empresa «TerrNIIgrazhdanproekt»
- Organizaciones proyectistas: S.A.R.L. «PI «Arena», S.A.R.L. «SODIS LAB» y otras.
- Contratista general: S.A.R.L. «PSO «Kazán»

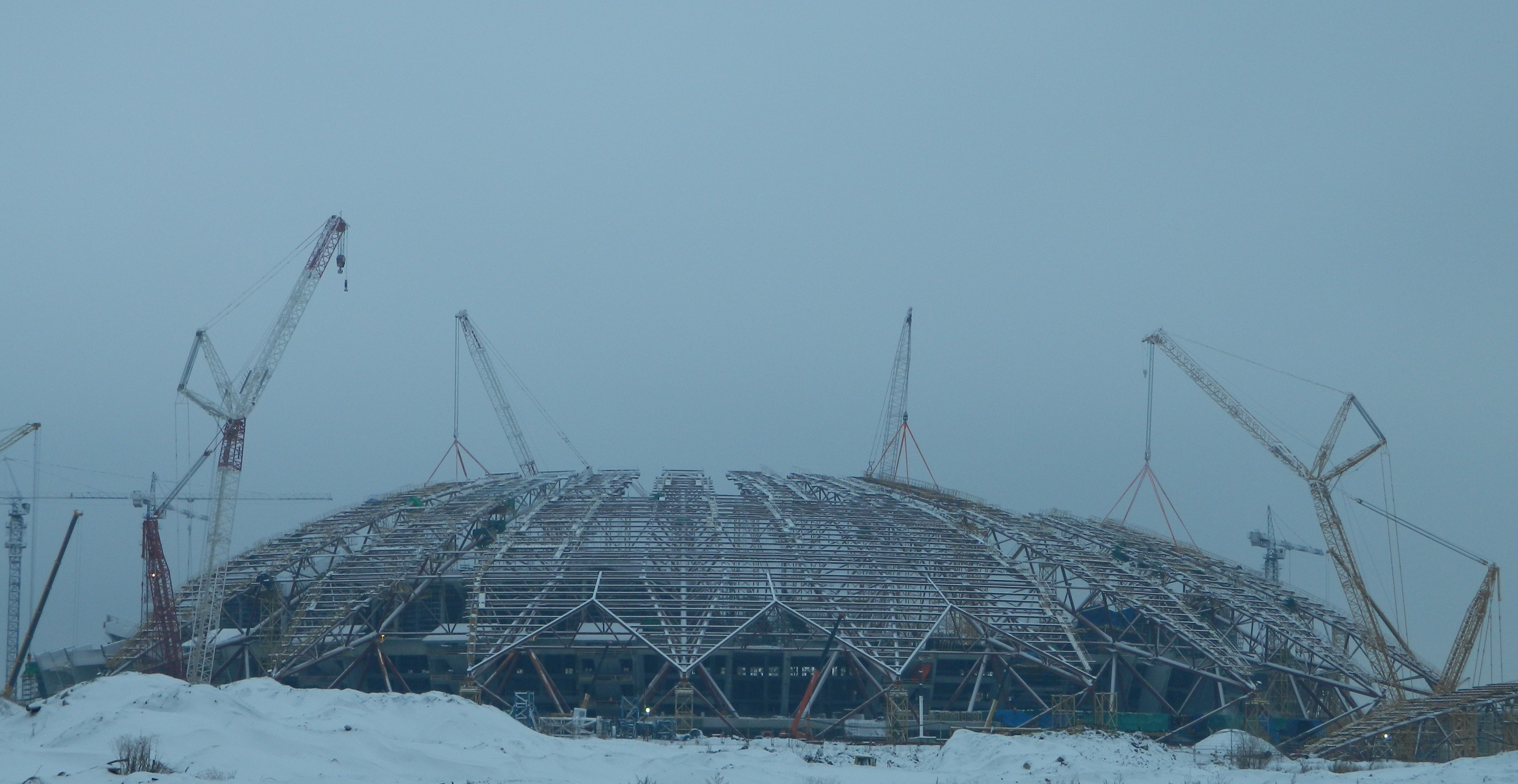
El estadio en obras en diciembre de 2016.

El proyecto del estadio recibió la aceptación positiva (repetida) de la Empresa autónoma federal «Glavgosexpertiza de Rusia» el 19 de julio de 2017. La principal peculiaridad arquitectónica del estadio en Samara es su cúpula de carpinterías metálicas, que por su aspecto exterior recuerdan temas cósmicos. Cubriendo por completo la instalación, su arco termina hacia abajo con unos rayos, como si fuera una estrella o un cohete. Al mismo tiempo la cúpula casi no tiene curvatura, sino se precipita hacia arriba en línea recta. Sobre la base elíptica hay dos galerías para los espectadores. Sus asientos están completamente cubiertos por la bóveda de la arena. Se prevé la calefacción de las tribunas. El diámetro del estadio es más grande que él de «Luzhnikí» de Moscú, y tiene cerca de 330 metros. La cúpula del estadio es una estructura prefabricada que consta de 32 consolas puestas sobre los pilares piramidales de 21,4 metros de altura. El peso total del tejado de la arena es de 13 mil toneladas. Y la superficie total del techado llega a 76 mil m². La altura del estadio es de 60 metros. De base principal de la arena sirve una plancha monolítica fundamental de hormigón armado. El volumen de hormigón usado para la edificación del estadio – más de 230 mil metros cúbicos. El estadio consta de 4 galerías: tribunas abiertas de arriba y de abajo, y entre ellos – dos sectores de palcos cerrados para los espectadores VIP (skybox). Por debajo de las graderías hay cinco alturas más del espacio. Ahí se encuentran habitaciones para deportistas, salas de espera para espectadores, plazas de servicio y locales comerciales, espacios para exposiciones, y además los sistemas de apoyo vital y suministro energético del estadio.
Para los hinchas del equipo invitado se prevé una entrada a las tribunas separada. En las partes oeste y norte se encuentran accesos especiales y aparcamientos para el transporte que lleva al estadio a los deportistas.
El césped natural del campo de fútbol está dotado de sistemas de calefacción artificial y riego automático. 
A la altura de 44 metros del nivel del campo de fútbol en unas construcciones metálicas están colgadas las pantallas de información. La superficie de cada tablero es de 172 metros cuadrados, y el tamaño – 18 por 9,6 metros.

## Ubicación

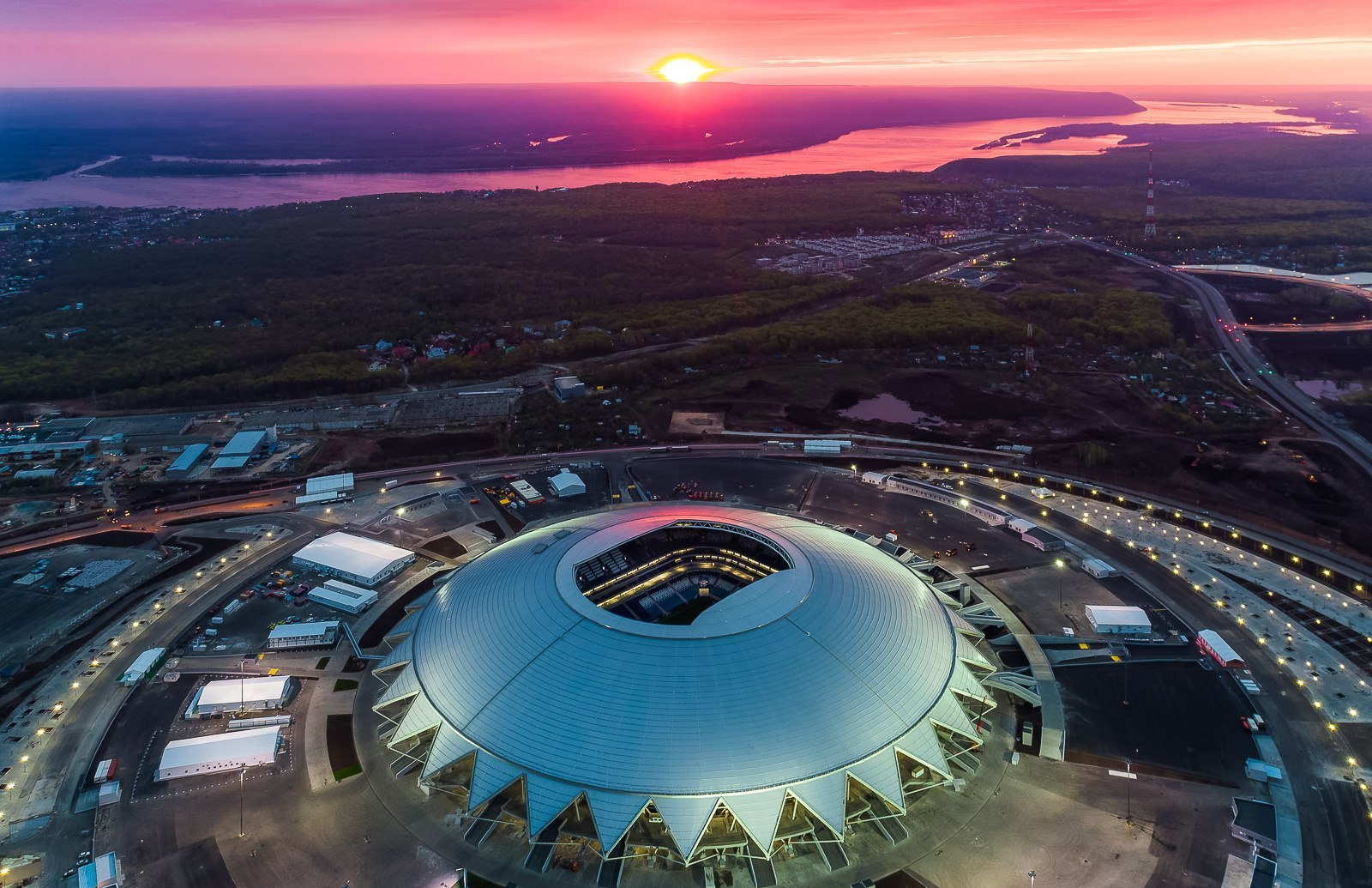
Situación del estadio en Samara.

En la oferta inicial presentada a la FIFA el nuevo estadio se iba a construir en una isla al sur de la ciudad. En ese lugar, casi no hay asentamientos o infraestructura, y ni siquiera había un puente que condujera a la isla, en el momento que se presentó la propuesta. Esto generó mucha contraversia, razón por la cual,  la construcción del estadio se trasladó hacia el norte y se construirá dentro de los límites de la ciudad. Inicialmente su área fue planeado para ser 27 hectáreas, pero se cambió a 240 hectáreas, y luego hasta 930 hectáreas. La decisión de ampliar el área compleja fue tomada antes de cualquier consulta con los ciudadanos Samara. La mayor parte de las construcciones previstas en el área ampliada no tiene relación con los deportes.
El estadio se encuentra en la parte noroeste de Samara, entre las calles Dálniaya, Arena 2018 y carretera Moskóvskoye, y se ubica en el punto más alto de la ciudad. La distancia desde la estación de ferrocarril hasta el estadio es de 15 kilómetros, y del aeropuerto «Kurumoch» – 32 kilómetros.

## Eventos

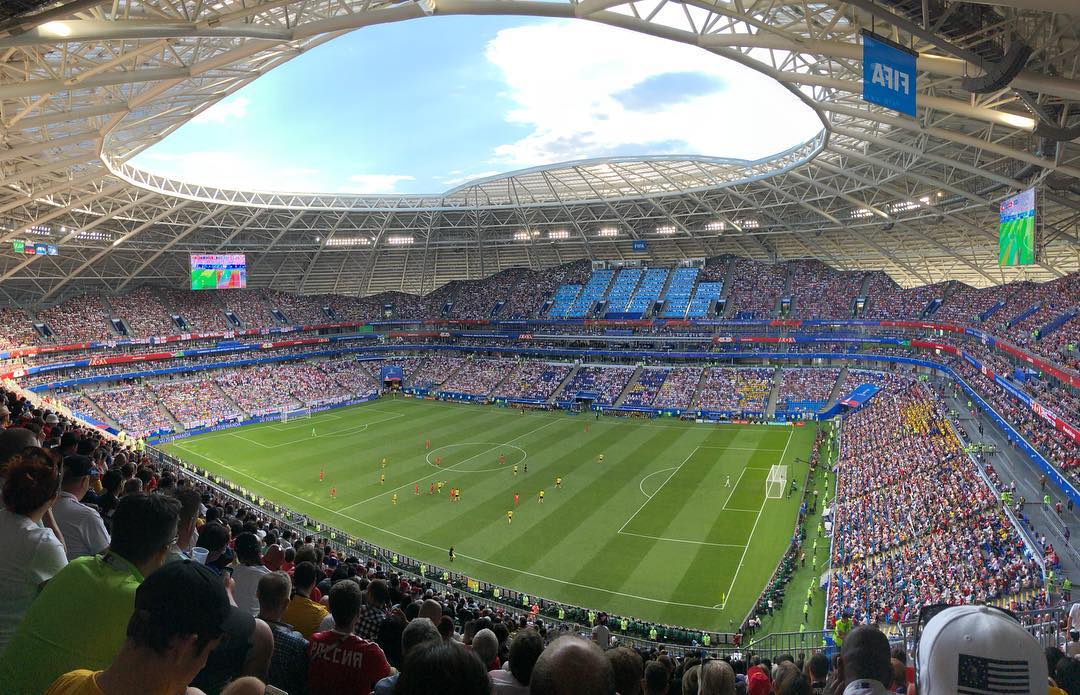
Partido entre e.

### Copa Mundial de Fútbol de 2018
El estadio terminó siendo construido en su totalidad y fue inaugurado en 2017.
Albergó 6 partidos de la Copa Mundial de Fútbol de 2018 disputada en Rusia.
| Fecha               | Fase             | Equipo     |                       | Resultado |                       | Equipo     | Espectadores |
| ------------------- | ---------------- | ---------- | --------------------- | --------- | --------------------- | ---------- | ------------ |
| 17 de junio de 2018 | Primera fase     | Costa Rica | Bandera de Costa Rica | 0:1       | Bandera de Serbia     | Serbia     | 41 432       |
| 21 de junio de 2018 | Primera fase     | Dinamarca  | Bandera de Dinamarca  | 1:1       | Bandera de Australia  | Australia  | 40 727       |
| 25 de junio de 2018 | Primera fase     | Rusia      | Bandera de Rusia      | 0:3       | Bandera de Uruguay    | Uruguay    | 41 970       |
| 28 de junio de 2018 | Primera fase     | Senegal    | Bandera de Senegal    | 0:1       | Bandera de Colombia   | Colombia   | 41 970       |
| 2 de julio de 2018  | Octavos de final | Brasil     | Bandera de Brasil     | 2:0       | Bandera de México     | México     | 41 970       |
| 7 de julio de 2018  | Cuartos de final | Suecia     | Bandera de Suecia     | 0:2       | Bandera de Inglaterra | Inglaterra | 39 991       |

## Servicios para espectadores
El estadio ofrece los siguientes servicios adicionales: 
- Apoyo informativo brindado por voluntarios;
- Información (punto de registro de menores, punto para dejar los coches de niño, oficina de objetos perdidos);
- Consigna;
- Audioguías para las personas invidentes o con problemas de visión.

Además, las instalaciones están dotadas de asientos de tamaños mayores para personas con sobrepeso. Para las personas con discapacidad en las tribunas están previstas zonas especiales con espacios para la silla de ruedas y un acompañante.

### Condiciones para los espectadores con discapacidad
Las personas con discapacidad podrán subir a las tribunas en ascensores (hay 38 en el estadio), que están especialmente equipados para su comodidad.
En todos los sitios con diferencia de altura para las personas de reducida movilidad se prevén rampas con un revestimiento especial antideslizante, barandillas de seguridad y puertas con vanos engrandecidos y sin umbral. Para la gente con problemas de visión se colocarán baldosas táctiles en el suelo.
Los indicadores y señales especiales ayudarán a orientarse en el estadio a las personas con limitaciones de vista y oído.
La altura de barras en los puntos de alimentación se hará más baja para la comodidad de las personas con discapacidad. Medios iguales se prevén en los mostradores de registro y en los puntos de venta.
En caso del incendio en cada piso y en cada sector hay zonas especiales para el salvamento de las personas en cochecitos de inválidos, donde ellos pueden esperar la llegada de los equipos de salvación del Ministerio de situaciones de emergencia. Se hizo esto para que las personas de movilidad reducida no queden siniestradas en el caso de evacuación general, cuando del estadio va a salir un gran número de espectadores.
En el estadio hay más de 70 cuartos de aseo destinados para las personas con discapacidad. En los casos de emergencia los ciudadanos de reducida movilidad pueden llamar el auxilio, apretando botones de ayuda urgente en los ascensores, cuartos de aseo y otros lugares especiales.

## Seguridad
Para el Campeonato Mundial de Fútbol 2018 el estadio contará con sistemas de alarma y aviso, detectores de metales, escáneres de líquidos peligrosos y sustancias explosivas y 30 puestos de vigilancia permanente.